# Georg Seyfridt der Jüngere
Georg Seyfridt der Jüngere (auch Seifrid; * um 1531 in Kitzingen; † 1566 in Nördlingen) war ein Arzt und Historiker. Er wirkte als Leibarzt des Markgrafen Georg Friedrich I. von Brandenburg-Ansbach und veröffentlichte Arbeiten zur Geschichte der Markgrafschaften. 

## Leben
Georg Seyfridt der Jüngere wurde um 1531 in der Stadt Kitzingen geboren. Kitzingen war damals von den Würzburger Fürstbischöfen an die Markgrafen von Brandenburg-Ansbach verpfändet, die im Jahr 1530 zum lutherischen Glauben übertraten. Seyfridt wurde ebenfalls evangelisch erzogen. Der Vater Georg Seyfridt der Ältere war in den Jahren vor der Geburt des Sohnes als Lehrer an der Kitzinger Lateinschule tätig gewesen, seit 1529 praktizierte er auch als Arzt. Noch in den 1530er Jahren wurde der Ältere Georg an den Hof des Markgrafen Georgs des Frommen nach Kulmbach gerufen. Der Sohn sollte in die Fußstapfen des Vaters treten und nahm deshalb am 18. Juni 1548 ein Medizinstudium an der Universität Wittenberg auf. Seine Studien setzte er, bereits als Magister, seit dem 23. Juli 1557 an der Universität Tübingen fort.
Nach Ende seines Studiums stieg Seyfridt als Nachfolger seines Vaters zum Leibarzt des Markgrafen von Brandenburg-Ansbach-Kulmbach, Georg Friedrich I., auf. Er war vor allem in Ansbach tätig, das Georg Friedrich zur Residenz erkoren hatte. Neben seiner medizinischen Tätigkeit tat sich Seyfridt bereits während seines Studiums mehrfach als Schriftsteller und neulateinischer Dichter hervor. So gab er die historiografischen Arbeiten des Vaters heraus und übersetzte sie ins Deutsche. Seyfridt arbeitete für seine Texte mit dem Juristen Johann Hoffer (1534–1583) und dem Arzt Johann Moninger zusammen. Als Arzt blieb er nur wenige Jahre dem Markgrafen direkt zugeordnet. Georg Friedrich I. gab ihn im Jahr 1562 als Nördlinger Stadtarzt frei. In Nördlingen starb Georg Seyfridt der Jüngere im Jahr 1566.

## Werke (Auswahl)
- Genealogia Illvstrissimorvm Principvm, Marchionvm Brandenbvrgensivm, Ex Probatissimis Historiographis collecta: Per Georgivm Seifridvm Medicinae Doctorem. Wittenberg 1555. Übersetzung: Kurtze Beschreibunge/ des Furstlichen Stammes/ vnd hohen Herkomens/ Der Durchleuchtigen/ Hochgebornen/ Fürsten vnd Herrn/ Marggrauen zu Brandenburg/ Aus dem Latein in Deudsch bracht/ Durch Georgium Seifridum von Kitzing. Wittenberg 1555.